# Great Maplestead
Great Maplestead – wieś w Anglii, w hrabstwie Essex, w dystrykcie Braintree. Leży 29 km na północny wschód od miasta Chelmsford i 74 km na północny wschód od Londynu.